# Yu Aida
Yutaka Aida (jap. 相田 裕 Aida Yutaka; ur. 8 listopada 1977) – japoński mangaka, podczas publikacji Gunslinger Girl, skrócił sobie imię do Yu Aida. Mieszka w Japonii. Aida projektował gry wideo hentai, jego pracą jest Bittersweet Fools.

## Twórczość
- Gunslinger Girl
- Bittersweet Fools